# معهد غريهي لأبحاث سرطان الأطفال
معهد جريهي لأبحاث سرطان الأطفال هو مركز أبحاث في سان أنطونيو، تكساس، الولايات المتحدة.
تأسس المعهد في عام 1999 بموجب وقف بقيمة 200 مليون دولار من تسوية التبغ في ولاية تكساس، وكان في ذلك الوقت أكبر وقف فردي لعلم الأورام في تاريخ الولايات المتحدة. تم الانتهاء من بناء المنشأة بتكلفة 50 مليون دولار في عام 2004، ويعد هذا المرفق جزءًا من مركز علوم الصحة بجامعة تكساس في سان أنطونيو.